# Alan Lightman

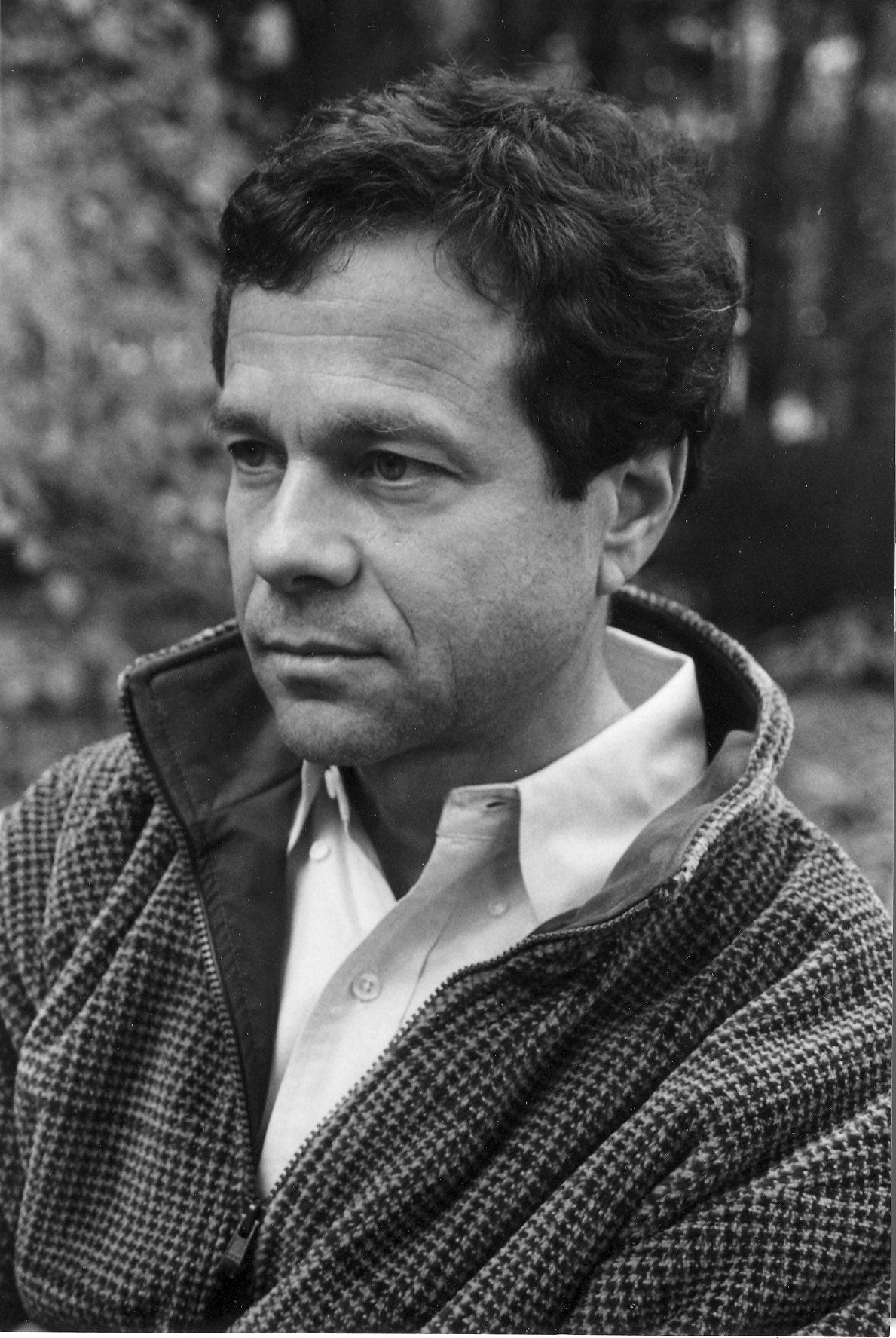
Alan Lightman

Alan Lightman (ur. 1948 w Memphis) – amerykański fizyk, publicysta i powieściopisarz. Profesor Massachusetts Institute of Technology, gdzie wykłada fizykę i pisarstwo naukowe.
Publikował eseje naukowe m.in. w The New Yorker, The New York Times, Nature i Technology Review. W 1992 wydał swoją pierwszą powieść Sny Einsteina.